# Isotopologue
Un isotopologue est une espèce chimique différant d'une autre uniquement par la présence d'un ou plusieurs isotopes, la structure atomique demeurant par ailleurs parfaitement identique.
Un exemple bien connu est l'eau lourde, isotopologue D2O de l'eau « naturelle » H2O dans lequel l'hydrogène H est remplacé par du deutérium D ; l'eau « mi-lourde », naturellement plus abondante que l'eau lourde stricto sensu, a pour formule HDO, un seul des deux atomes d'hydrogène étant remplacé par un atome de deutérium.
Il existe également d'autres isotopologues non radioactifs de l'eau, moins courants, notamment l'espèce H218O avec de l'oxygène 18 à la place de l'oxygène 16 naturel, ou encore l'eau doublement marquée D218O avec du deutérium et de l'oxygène 18. L'eau « super-lourde » T2O, quant à elle, est radioactive en raison des atomes de tritium.
Les isotopologues se distinguent en spectroscopie par leur comportement légèrement différent du fait de la masse légèrement différente des isotopes. Les isotopologues peuvent parfois être caractérisés individuellement par la résonance magnétique nucléaire, dont la particularité est d'étudier individuellement certains isotopes.
À titre d'exemple, la masse molaire de l'eau lourde est voisine de 20 g/mol, à comparer à celle de l'eau « naturelle » (~18 g/mol) et de l'eau « mi-lourde » (~19 g/mol) ; celle de l'eau marquée à l'oxygène 18 est comparable à celle de l'eau lourde (~20 g/mol), tandis que celle de l'eau doublement marquée D218O est voisine de 22 g/mol.
Il existe des isotopologues de toutes sortes de molécules, pas seulement de l'eau ; ainsi avec le méthane CH4 a-t-on par exemple également CDH3, CD2H2, CD3H et CD4 par substitution progressive d'atomes d'hydrogène avec des atomes de deutérium, ou encore 14CH4 par substitution d'un atome de carbone 12 « naturel » par un atome de carbone 14.